# Rafael Escuredo Rodríguez
Rafael Escuredo Rodríguez (Estepa, Sevilla, 16 d'abril de 1944 -) és un polític andalús, diputat al Congrés dels Diputats i primer president de la Junta d'Andalusia.

## Biografia

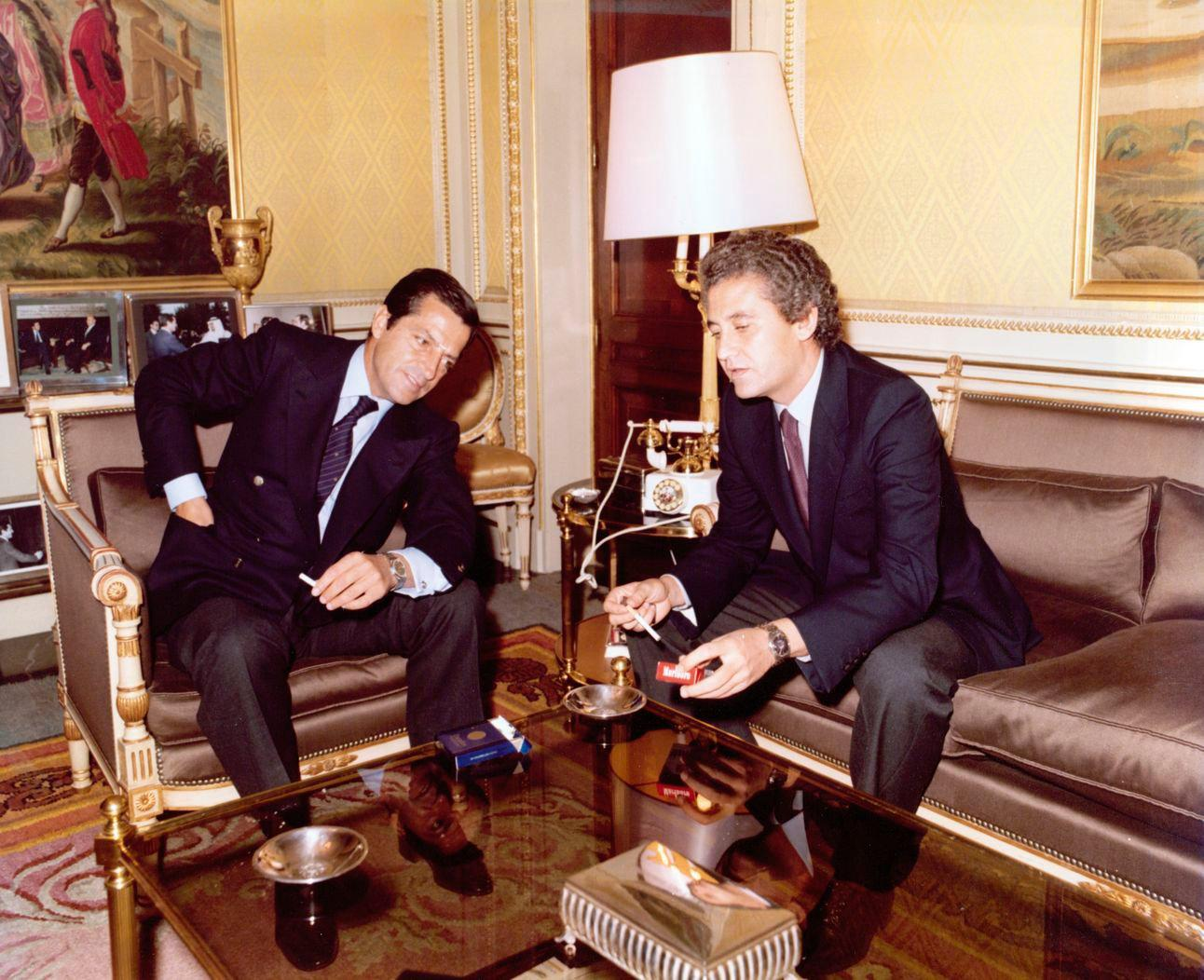
Adolfo Suárez rep Rafael Escuredo el 1980.

Es va llicenciar en dret per la Universitat de Sevilla el 1967, on fou president de les Juventudes de Estudiantes Católicos (JEC) i es doctorà amb una tesi sobre negociació col·lectiva el 1969. Va ampliar estudis en dret comparat laboral a la Universitat de Bolònia, a la Universitat de Trieste i a la Universitat d'Oslo. En tornar fou contractat per la Universitat com a professor auxliar de Dret del Treball fins a 1976.
L'any que va començar a fer classes (1968) es va afiliar al PSOE i a la UGT, arribant a ser membre del comitè del partit i l'any següent va fundar un despatx laboralista al costat de Felipe González i altres posteriors personalitats polítiques. Va ser diputat després de les eleccions generals espanyoles de 1977 (repetiria dos anys més tard), període durant el qual negociaria les condicions de la preautonomia andalusa. Fou secretari quart de la Taula del Congrés i vicepresident Segon de la Comissió d'Afers exteriors.
Des del 2 de juny de 1978 va formar part de la Comissió Permanent de la Junta d'Andalusia com a conseller d'Obres Públiques i Ordenació Territorial sota la presidència de Plácido Fernández Viagas. El 2 de juny de 1979 va substituir Fernández Viagas com a president de la Junta. Es va oposar a la política autonòmica de la UCD reclamant que Andalusia rebés un estatut d'autonomia utilitzant la via de l'article 151 de la Constitució Espanyola (com Catalunya, País Basc i Galícia) i no pas la de l'article 143 de la Constitució Espanyola. Va arribar fins i tot a protagonitzar una vaga de fam durant 72 hores en febrer de 1980 quan el govern espanyol va obstaculitzar la convocatòria del referèndum sobre l'Estatut d'Autonomia d'Andalusia.
Reforçat per la victòria del sí en el referèndum per l'estatut amb el 89 % dels vots, fou el cap de llista del PSOE d'Andalusia a les eleccions al Parlament d'Andalusia de 1982, en les quals fou elegit diputat i posteriorment president de la Junta d'Andalusia. Tanmateix, el seu estil populista i excessivament andalusista molestaren la direcció del partit. La proposta de nomenament en gener de 1984 de Ricard Bofill com a comissari general de l'Expo 92 provocà un enfrontament amb el govern central que va provocar la seva dimissió com a president de la junta el 16 de febrer del mateix any i la seva renúncia a l'escó el 2 d'abril.
En juny de 1984 va rebutjar una oferta per ser president de l'Organització de les Nacions Unides per a l'Agricultura i l'Alimentació (FAO). En 1985 fou nomenat Fill Predilecte d'Andalusia i es va traslladar a Madrid, on exerceix com a advocat. Va ser el representant de la família d'Anabel Segura durant el seu segrest (i assassinat) entre 1993 i 1995. Posteriorment ha format part del patronat de la Fundació María Zambrano i ha estat fundador i president de la Fundació Aljabibe.
En 2003 va constituir la plataforma cívica al marge dels partits Andaluces Levantaos amb Manuel Clavero Arévalo, Manuel Pimentel Siles i Alejandro Rojas Marcos, per tal de mobilitzar la població davant la reforma de la Constitució i de l'Estatut d'Autonomia. En 2005 fou nomenat membre permanent del Consell Consultiu d'Andalusia.

## Obres
- Un sueño fugitivo (1994), novel·la
- ¿Qué fabulan los filósofos? Relatos de pensadores españoles (2000)
- Cosas de mujeres (2001)
- Andalucía irredenta: historia de una pasión (2004).